# Moksela
Moksela je mrtvý jazyk, který vyhynul roku 1974. Mluvilo se jím na ostrově Buru v souostroví Sulu na Severních Molukách v Indonésii. Nikdo neví, jak tento jazyk vypadal, ale podle toho, kde se jím mluvilo se nejspíše jednalo o malajsko-polynéský jazyk, ale protože to není jisté, řadí se moksela mezi neklasifikované jazyky.